# Distretto di Lalangina
Il distretto di Lalangina è un distretto del Madagascar situato nella regione di Haute Matsiatra. Ha per capoluogo la città di Mahatsinjony.
La popolazione del distretto è di 160 670 abitanti (censimento 2011).